# Hósvíkar kirkja
Hósvíkar kirkja er en kirke på Færøerne i Hósvík på Streymoy. Kirken hører til
Færøernes folkekirke.
Den er indviet d. 15. December 1929 af provst Jákup Dahl. 2016 blev kirken udbygget bl.a med et andet
kor. Kirken har 150 siddepladser.
Den er opført i hvidkalket beton og har gråt skifertag. I vest er der opført et lavt tårn med piller i de fire hjørner, der hver afsluttes med fire kugler på den flade afsats. De er ikke oprindelige. Kirkeskibet har fire vinduer i hver side, mens der er et i hver side i koret. I korgavlen er der et rundt vindue med sprosser i stjerneform over døren. I to hjørner i korgavlen står skråt udad som stræbepiller. Indgangen er i tårns vestende.
Altertavlen er et maleri "Gethsemane", malet af Erik Jensen. Altersølvet er skænket af den tidligere præst Grøn.
Kirken har to Kirkeskibe, begge slupper. Den ene er "Havgásin" lavet af Dánjal Hermansen. Den anden er "Nólsoynni" som kirken fik i 2010.
Kirkeklokken fra 1927 blev støbt af De Smithe Støberier i Aalborg med indskriften: "Jeg kalder på gammel og på ung, mest dog på sjælen træt og tung, syg for den evige hvile". Senere er der kommet en ny klokke, med samme indskrift dog på færøsk. Den er støbt i Holland hos Eijsbouts.